# Samuel Joseph Aquila

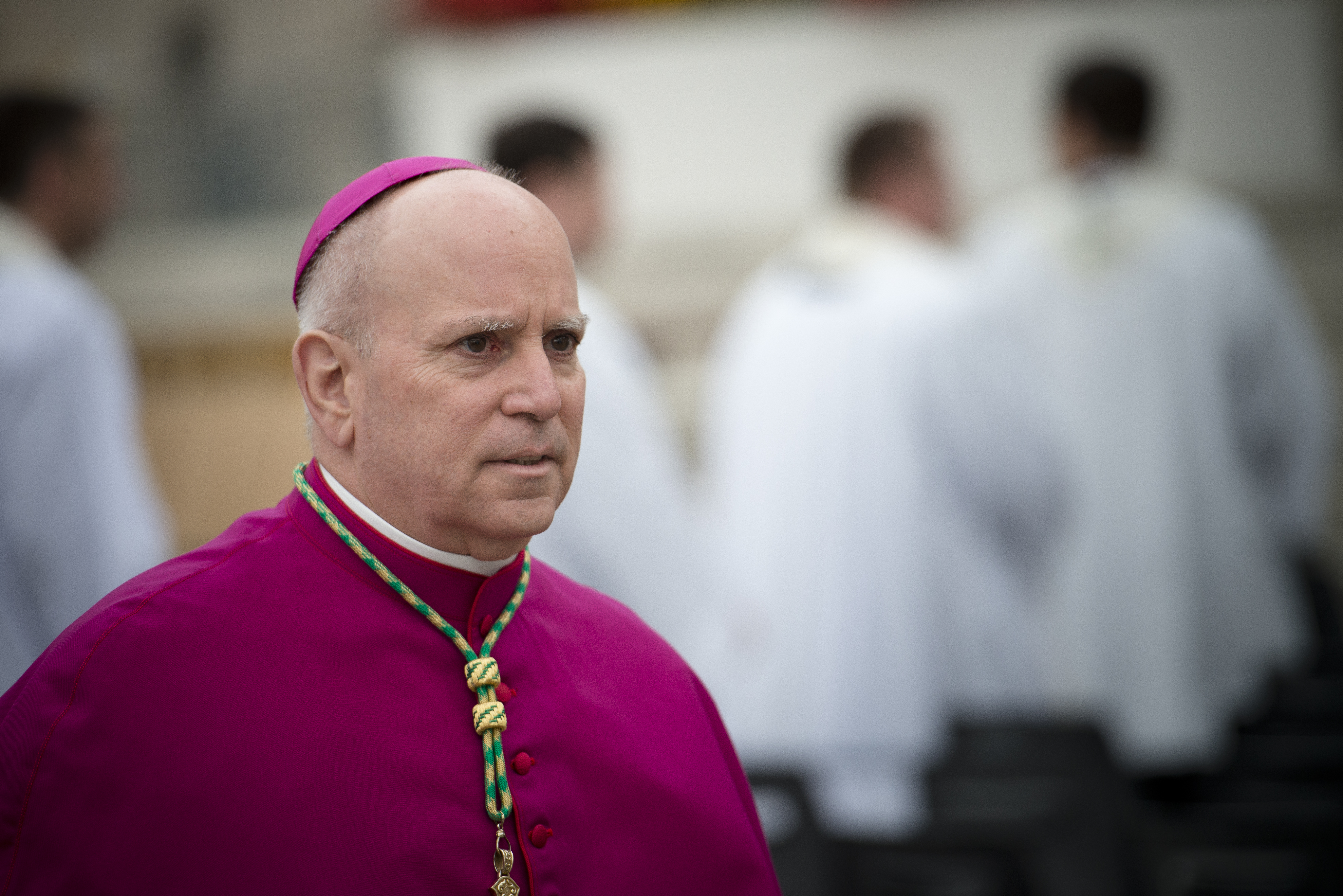
Samuel Joseph Aquila (April 2014)

Samuel Joseph Aquila (* 24. September 1950 in Burbank, Kalifornien, USA) ist US-amerikanischer Geistlicher und römisch-katholischer Erzbischof von Denver.

## Leben

Erzbischofswappen

Samuel Aquila empfing am 5. Juni 1976 das Sakrament der Priesterweihe für das Erzbistum Denver. 1999 wurde er erster Rektor des neugegründeten Saint John Vianney Theological Seminary, einer theologischen Ausbildungsstätte für angehende Priester, die sich am Vorbild des heiligen Pfarrers von Ars orientiert. Papst Johannes Paul II. verlieh ihm 2000 den Titel Ehrenprälat Seiner Heiligkeit (Monsignore).
Am 12. Juni 2001 ernannte ihn Johannes Paul II. zum Koadjutorbischof von Fargo. Der Erzbischof von Saint Paul and Minneapolis, Harry J. Flynn, spendete ihm am 24. August desselben Jahres die Bischofsweihe; Mitkonsekratoren waren der Bischof von Fargo, James Stephen Sullivan, und der Erzbischof von Denver, Charles Joseph Chaput OFMCap.
Samuel Aquila wurde am 18. März 2002 als Nachfolger von James Stephen Sullivan, der aus Krankheitsgründen zurückgetreten war, zum Ortsbischof von Fargo eingesetzt. Am 29. Mai 2012 ernannte ihn Papst Benedikt XVI. zum Erzbischof von Denver. Die Amtseinführung erfolgte am 18. Juli desselben Jahres.
Samuel Aquila engagiert sich für zahlreiche Sozialprojekte im Heiligen Land und ist Großoffizier des Ritterordens vom Heiligen Grab zu Jerusalem und Mitglied der US-amerikanischen Statthalterei Northern Lieutenancy.